# Адигея
Република Адигея (на адигейски: Адыгэ Республик; на руски: Респу́блика Адыге́я), или само Адигея, е субект в състава на Руската Федерация (република). Намира се в Южния федерален окръг, в икономически регион Северен Кавказ, в часови пояс с време СМТ +0300. Столица е град Майкоп (разстояние до Москва – 1669 km). Територията на Адигея е анклав на територията на Краснодарски край с площ 7792 км² (81-во място, 0,05%). По данни от преброяване от 2016 г. населението е 451 471 души (75-о място, 0,31%). В републиката живеят над 80 народности, като основната част от жителите са руснаци и адигейци. Държавни езици: руски и адигейски.

## Географска характеристика
Република Адигея е разположена в югозападната част на Русия и е анклав в Краснодарски край. Северните части на страната се простират в пределите на слабохълмистата Прикубанска равнина, покрай левите брегове на река Кубан и нейния ляв приток река Лаба. Средните части се заемат от предпланините на Кавказ (до 300 m височина), а най-южните части – в самата планина Кавказ. Най-висока точка на Република Адигея е връх Чугуш 3238 m (43°47′51″ с. ш. 40°12′42″ и. д. / 43.7975° с. ш. 40.211667° и. д.), разположен в най-южната ѝ част.
Климатът в региона е умерено топъл и влажен. Средна януарска температура в град Майкоп -1,6 °C, средна юлска 22,2 °C. Валежите са около 700 mm годишно, с максимум от април до ноември.
Речната мрежа на Република Адигея е представена от 973 реки с обща дължина 5238 km и изцяло принадлежи към водосборния басейн на река Кубан, вливаща се в Азовско море. За 90% от реките в Адигея е характерно дъждовното подхранване, много по-малък е процентът на снежното подхранване, а за някои от малките реки в Кавказ – ледниковото. Основни реки в региона са: Кубан, протичаща по северната граница на републиката, със своите леви притоци – Лаба (протича по източната и североизточна граница), Белая, Пшиш, Псекупс, Афипс и др. В Адигея има над 680 броя естествени и изкуствени езера с обща площ над 440 km2, в т.ч. около 60 езера с площ над 10 дка. От изкуствените езера най-големи са Краснодарското водохранилище на река Кубан, Шапсугското на река Афипс и Октябърското водохранилище.
Голяма част от територията на страната е заета от черноземни почви. Значителни масиви заемат и алувиално-ливадните и ливадно-блатните почви в долините на реките, а в южните планински части преобладават горските почви. Горите заемат 39,2% от територията на страната (предимно в южната, планинска част), като преобладават дъб, бук, габър, клен, ясен и други широколистни видове. Най-южните части на Адигея попадат в Кавказкия държавен биосферен резерват.
Сред природните ресурси на Адигея с най-голямо значение са големите находища от нефт и газ, злато и сребро. На територията на републиката има значителни ловни ресурси.

## История
От 24 август 1922 до 13 август 1928 г. носи името Адигейска (Черкезка) автономна област, до 3 юли 1991 г. – Адигейска автономна област в състава на Краснодарския край, а от 3 юли 1991 г. – Република Адигея в състава на Руската федерация.
През декември 1991 г. се провеждат избори за депутати във Върховния съвет на Република Адигея. Формира се първият в историята на Адигея парламент. През януари 1992 г. е избран първият президент на страната Аслан Джаримов, а Адам Тлеуж е избран като първи председател на Върховния съвет на Република Адигея през март 1992 г.
За 5 години Адигея развива всички атрибути на държавността, като се почне от държавната символика и се завърши с приемането на Конституцията на Република Адигея и формирането на органи на държавната власт. Конституцията на Република Адигея е приета от Законодателното събрание (Хасъ) на 10 март 1995 г.

## Население
По данни от преброяване от октомври 2002 г. населението е 447 109 души, плътността е 58,8 д./км2. Населението съставлява 0,31% от населението на Руската федерация, което я нарежда на 74-то място в Русия.
По национален състав населението е разпределено, както следва:
- руснаци – 64,48%;
- адигейци – 24,18%;
- арменци – 3,41%;
- украинци – 2,03%;
- кюрди – 0,81%;
- татари – 0,65%;
- беларуси – 0,43%.

Урбанизацията на населението е 52,54%.

## Административно-териториално деление
Републиката се дели на 2 републикански градски окръга и 7 муниципални района. Има 2 града и 3 селища от градски тип (сгт).
| Административна единица      | Площ (km2) | Население (2017 г.) | Административен център | Население (2017 г.) | Разстояние до Майкоп (в km) | Други градове и сгт с районно подчинение |
| ---------------------------- | ---------- | ------------------- | ---------------------- | ------------------- | --------------------------- | ---------------------------------------- |
| Републикански градски окръзи |            |                     |                        |                     |                             |                                          |
| Адигейск                     | 32         | 15 166              | гр. Адигейск           | 12 701              | 100                         |                                          |
| Майкоп                       | 57         | 166 708             | гр. Майкоп             | 143 343             |                             |                                          |
| Муниципални райони           |            |                     |                        |                     |                             |                                          |
| Гиагински                    | 790        | 31 278              | ст-ца Гиагинская       | 13 776              | 35                          |                                          |
| Кошехабълски                 | 606        | 29 886              | аул Кошехабъл          | 7202                | 60                          |                                          |
| Красногвардейски             | 726        | 31 511              | с. Красногвардейское   | 9462                | 80                          |                                          |
| Майкопски                    | 3667       | 60 135              | посьолок Тулски        | 10 878              | 12                          |                                          |
| Тахтамукайски                | 440        | 81 488              | аул Тахтамукай         | 5328                | 118                         | Енем, Тлюстенхабъл, Яблоновски           |
| Теучежки                     | 710        | 20 949              | аул Понежукай          | 3338                | 79                          |                                          |
| Шовгеновски                  | 521        | 16 345              | аул Хакуринохабъл      | 3923                | 60                          |                                          |

## Икономика
Адигея е промишлено-аграрна република, с добре развити отрасли на промишлеността: хранително-вкусова, дърводобивна и дървообработваща, производство на хартия, машиностроене и металообработване.
В основата на местното производство са растениевъдство, свиневъдство, овцевъдство, промишлено птицевъдство, племенно коневъдство.
| хиляди хектара | 269,7 | 233,7 | 217,3 | 184,1 | 228,9 | 236,7 |

На територията на републиката действат местни авиолинии, развит е автомобилният и железопътният транспорт, има корабоплаване по река Кубан.

## Култура
Най-древният паметник на културата на адигейските народи е Нартският епос.
В Адигея има 8 държавни и 23 обществени музея.